# إيفون برنتو
إيفون وينيول (25 يوليو 1894 - 19 يناير 1977) مغنية وممثلة فرنسية حققت النجومية على المسرح والشاشة في فرنسا وعلى الصعيد الدولي.

## نشأتها
ولدت ، باسم إيفون وينيول في إيرمونت، إحدى الضواحي الشمالية لباريس. ظهرت لأول مرة كعازفة في سن الثانية عشرة في مسرحية في لاسيجال في باريس.